# Vicedo
Vicedo (galicisk: O Vicedo) er en by og kommune i det nordvestlige Spanien i provinsen Lugo. Den har et indbyggertal på 1.589 (2024) indbyggere.